# طائر كونفوشيوس
طائر كونفوشيوس (الاسم العلمي:†Confuciusornis) هو جنس منقرض من طيريات الأجنحة يتبع فصيلة الطيور الكونفوشية من أصنوفة طيريات الأجنحة. وهو من الطيور القاعدية بحجم الغراب من الطباشيري المبكر لتشكيلات ييكسيان وجيوفتانغ في الصين، والتي يرجع تاريخها إلى 125 إلى 120 مليون سنة ماضية. مثل الطيور الحديثة، كان لدى كونفوشيوس منقار بلا أسنان، لكن الأقارب المقربين للطيور الحديثة مثل طائر الغرب وطائر السمك كانوا مسننين، مما يشير إلى أن فقدان الأسنان حدث بشكل متقارب في طائر كونفوشيوس والطيور الحية. إنه أقدم طائر معروف له منقار. سُميت على اسم الفيلسوف الأخلاقي الصيني كونفوشيوس (551-479 قبل الميلاد). طائر كونفوشيوس هو واحد من أكثر الفقاريات وفرة في تكوين ييكسيان، وقد عُثِرَ على عدة مئات من العينات المفصلية الكاملة.